# DS-A1
DS-A1 – seria radzieckich satelitów technologicznych. Wynoszone w kosmos rakietą Kosmos 63S1 z kosmodromu Kapustin Jar. Stanowiły część dużego programu Dniepropetrowsk Sputnik (DS). Budowane przez OKB-586 (obecne KB Jużnoje). Ważyły około 300 kg.
Służyły one do testowania urządzeń i systemów łączności i komunikacji na użytek radzieckich jądrowych sił zbrojnych. Satelity prowadziły prawdopodobnie także monitoring promieniowania kosmicznego, pasów radiacyjnych oraz promieniowania pochodzącego z testów nuklearnych.
Wystrzelono siedem satelitów tej serii:
- Kosmos 11 – wystrzelony 20 października 1962
- Kosmos 17 – wystrzelony 22 maja 1963
- DS-A1 3 – wystrzelony 22 sierpnia 1963. Start nie powiódł się z powodu awarii w pierwszym członie rakiety nośnej
- DS-A1 4 – wystrzelony 24 października 1963. Start nie powiódł się z powodu awarii w drugim członie rakiety nośnej, 353 sekundy po starcie
- Kosmos 53 – wystrzelony 30 stycznia 1965
- DS-A1 6 – wystrzelony 20 lutego 1965. Start nie powiódł się z powodu awarii w pierwszym członie rakiety nośnej, w 64. sekundzie lotu
- Kosmos 70 – wystrzelony 2 lipca 1965